# Oguchi Onyewu
Oguchi Onyewu, teljes nevén Oguchialu Chijioke Onyewu (Washington, 1982. május 13. –) nigériai származású amerikai labdarúgó.

## Válogatott góljai
| #  | Időpont           | Helyszín                               | Ellenfél      | Állás | Végeredmény | Kiírás                     |
| -- | ----------------- | -------------------------------------- | ------------- | ----- | ----------- | -------------------------- |
| 1. | 2005. július 21.  | Giants Stadium, East Rutherford, USA   | Honduras      | 2 – 1 | 2 – 1       | 2005-ös CONCACAF-aranykupa |
| 2. | 2007. június 2.   | Spartan Stadium, San Jose, USA         | Kína          | 4 – 1 | 4 – 1       | Barátságos                 |
| 3. | 2008. február 6.  | Reliant Stadium, Houston, USA          | Mexikó        | 1 – 0 | 2 – 2       | Barátságos                 |
| 4. | 2008. március 26. | Stadion Miejski, Krakkó, Lengyelország | Lengyelország | 2 – 0 | 3 – 0       | Barátságos                 |
| 5. | 2008. október 11. | RFK Stadium, Washington, USA           | Kuba          | 6 – 1 | 6 – 1       | Vb-selejtező               |

## Sikerek

### Klub
Standard Liège
- Bajnok: 2007–08, 2008–09
- Szuperkupa-győztes: 2008

Twentw FC
- Holland kupagyőztes: 2011

### Válogatott
- CONCACAF-aranykupa: 2005, 2007

### Egyéni
- A belga bajnokság All Star-csapatának tagja: 2004–05, 2007–08
- Legjobb külföldi játékos: 2004–05
- Az év amerikai labdarúgója: 2006

## Külső hivatkozások
- Oguchi Onyewu pályafutásának statisztikái a Soccerbase oldalon (angolul)

- ESPN Archiválva 2009. június 23-i dátummal a Wayback Machine-ben
- Yanks Abroad Archiválva 2011. május 24-i dátummal a Wayback Machine-ben